# Michael Shulman
Michael Alex Shulman (* 31. Dezember 1981 in Manhattan, New York, USA) ist ein US-amerikanischer Schauspieler und Filmproduzent.

## Leben
Shulman begann seine Karriere bereits im Alter von acht Jahren. Nachdem er in mehreren Theaterstücken, Musicals (Stephen Sondheims „Assassins“) und zwei Jahre am Broadway (Die Elenden) zu sehen war, begann er auch eine Film- und Fernsehkarriere. So verkörperte er den jungen Robert Brickman in M. Night Shyamalans Comedy-Drama Wide Awake (1998), gefolgt von weiteren Film- und Fernsehaufgaben wie beispielsweise in der Serie Party of Five (1994). Er hat die Yale University besucht, wo er Kunstgeschichte als Hauptfach hatte.
Sein Vater Julius Shulman ist der Erfinder der „Broadway Kids“. Michael Shulman ist Mitbesitzer des Starry Night Entertainments. Er ist auch Sänger und hat bei fünf Alben mitgewirkt.

## Filmografie
- 1991: Das Wunderkind Tate (Little Tate)
- 1995: Gib mir meine Kinder wieder (Whose Daughter Is She?)
- 1998: Wide Awake
- 1998: Familienchaos (Rhapsody in Bloom)
- 1999: Can of Worms (Disney Fernsehfilm)
- 2001, 2009: Law & Order (Fernsehserie, 2 Episoden)
- 2008: Sherman’s Way (Auch als Produzent)
- 2013: Unforgettable (Fernsehserie, 1 Episode)
- 2013: The Word

## Weblink
- Michael Shulman bei IMDb

| Personendaten    | Personendaten                                    |
| ---------------- | ------------------------------------------------ |
| NAME             | Shulman, Michael                                 |
| ALTERNATIVNAMEN  | Shulman, Michael Alex (vollständiger Name)       |
| KURZBESCHREIBUNG | US-amerikanischer Schauspieler und Filmproduzent |
| GEBURTSDATUM     | 31. Dezember 1981                                |
| GEBURTSORT       | Manhattan, New York, USA                         |